# داندر میفلین
شرکت فروش کاغذ داندر میفلین (به انگلیسی: Dunder Mifflin Paper Company, Inc.)، به اختصار داندر میفلین، یک شرکت خیالی فروش عمده تجهیزات اداری و کاغذ می‌باشد که در مجموعۀ تلویزیونی آمریکایی اداره وجود داشت. این نام تمثیلی برای ورنهم هاگ در نسخۀ اصلی بریتانیایی این مجموعه است و به ترتیب در اقتباس‌های فرانسوی-کانادایی و فرانسوی پِیپیر جنینگز و کوژیرپ نام داشت. در اصل، این شرکت به طور کامل ساختۀ ذهن نویسندگان و خیالی بود اما در نهایت این برند برای فروش محصولات در استیپلز و دیگر ملزومات اداری مورد استفاده قرار گرفت.
دو تارنما برای پشتیبانی از این شرکت خیالی طراحی شدند، یکی برای به تصویر کشیدن تارنمای عمومی و دیگری برای شبکۀ درونی مورد استفادۀ کارمندان آن. شبکۀ ان‌بی‌سی کالاهایی تجاری با نماد این برند در فروشگاه اینترنتی خودش به فروش رساند. نشان‌وارۀ این شرکت در مناطق مختلفی در مرکز شهر اسکرانتون، پنسیلوانیا، جایی که فیلمبرداری سریال انجام می‌شد، قابل رویت بود. اسکرانتون با دیده شدن سریال، در مرکز توجه عموم مردم قرار گرفت؛ به حدی که تی‌شاخ (نخست وزیر) سابق ایرلند، برتی اهرن، در سال ۲۰۰۸ در سخنرانی روز سنت پاتریک در حومۀ شهر دیکسون سیتی به نام خیالی این شعبه اشاره کرد.
یکی از پرونده‌های حقوقی ان‌بی‌سی یونیورسال علیه گروه رسانه‌ای جی کنت به دلیل نقص قوانین علامت تجاری در رابطه با نام داندر میفلین صورت گرفت. زمانی که ان‌بی‌سی تلاش کرد تا این علامت تجاری را در سال ۲۰۲۰ باز پس گیرد اما این ادعای آنها رد شد؛ زیرا جی کنت قبلا، در سال ۲۰۱۷ این علامت تجاری را ثبت کرده بود و قبل از ان‌بی‌سی مشغول فروش محصولات با این نام بود.

## نگاه اجمالی
در یکی از قسمت‌های فصل چهارم، «داندر میفلین بی‌نهایت»، گفته شد که این شرکت در سال ۱۹۴۹ توسط رابرت داندر (جان اینگل) و رابرت میفلین بنا شده که در ابتدا کار آن‌ها فروش و تأمین بست‌های مورد نیاز در ساخت و ساز بود. در قسمت «پیک نیک شرکتی»، از فصل پنجم گفته شد که این بنیانگذاران در تور کالج دارتموث با هم آشنا شدند. یواس نیوز اند ورلد ریپورت داندر میفلین را از لحاظ گسترۀ فعالیت به بسیاری از شرکت‌های واقعی تشبیه می‌کند: «داندر میفلین با یک بازار رقابتی فزاینده رو به رو است. همانند بسیاری از فعالان این بازار که گسترۀ کوچک تری را پوشش می‌دهند، نمی‌تواند با قیمت‌های پایینی که توسط رقبای بزرگ مانند استیپلز، آفیس مکس و یا اودی‌پی ارائه می‌شوند، رقابت کند، و به نظر می‌رسد که چرخۀ از دست دادن مشتریان این شرکت‌ها که بر کاهش هزینه‌هایشان تمرکز دارند، متوقف نمی‌شود.» سازندگان این نمایش همانند برخی از آن شرکت‌ها از این ارزیابی استقبال می‌کنند؛ به گفتۀ کنت بورناک، یکی از تهیه کنندگان : «داندر میفلین اساساً یک استیپلز است، اما نه به بزرگی آن.» چاک رابین یکی از مدیران شرکت اودی‌پی اظهار کرد که: «از آنجایی که داندر میفلین می‌توانست به عنوان یکی از رقبای ما شناخته شود، من فکر می‌کنم که مایکل اسکات فرد مناسبی برای ادارۀ دفتر آنها در اسکرانتون بود.»

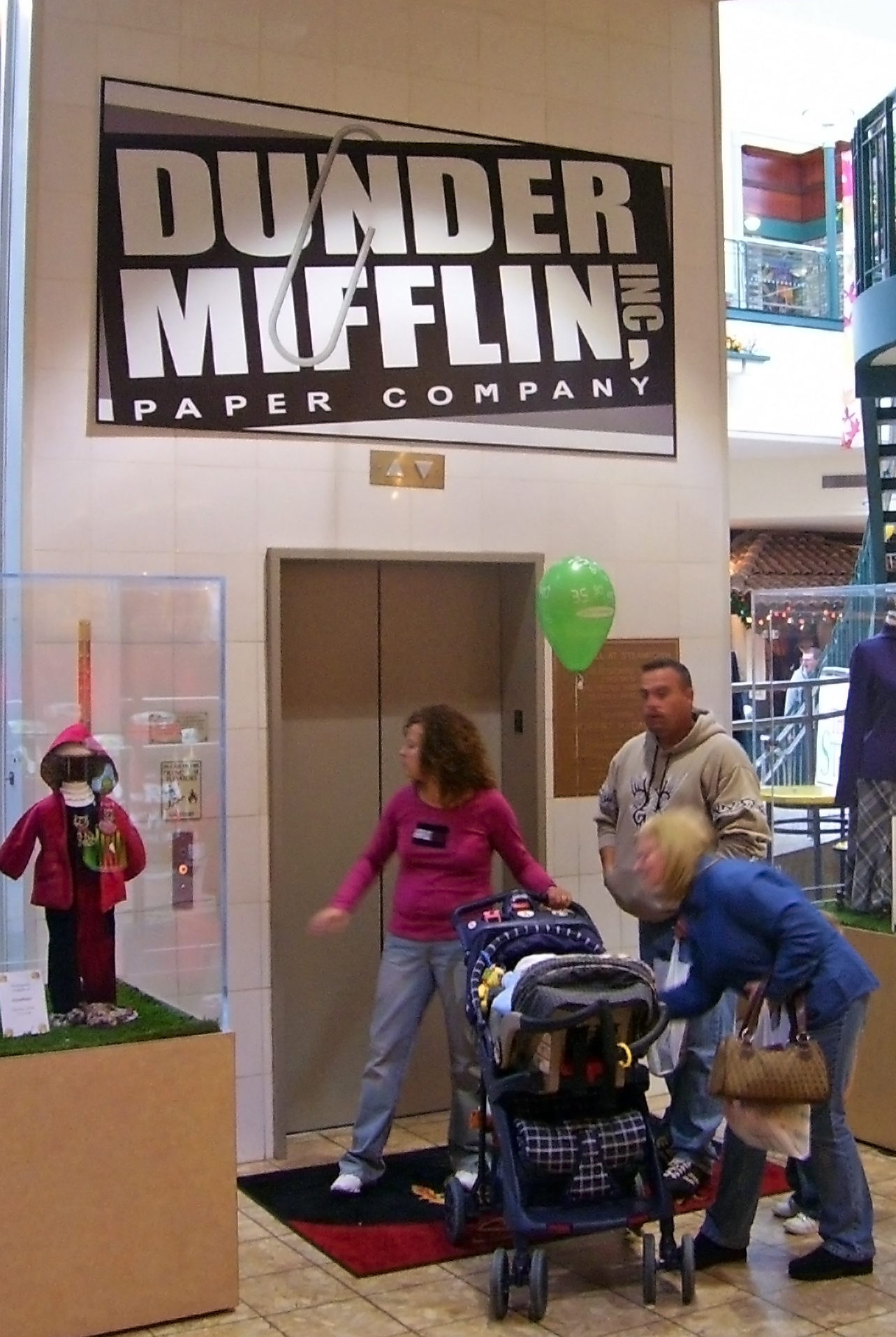
لوگوی داندر میفلین در مرکز خرید استیم‌تاون، که در نمایش هم به آن اشاره شد.

دفتر مرکزی این شرکت در شهر نیویورک مستقر بود و شعبه‌هایی در شهرهای کوچک‌تر شمال‌شرقی داشت. تمامی قسمت‌ها در شعبۀ اسکرانتون فیلمبرداری شدند، اما در برخی از قسمت‌ها شعبه‌های دیگر نیز نشان داده شدند یا تنها به آنها اشاره‌ای کوتاه شد. شعبۀ استمفورد، کنتیکت که تعطیلی آن در سریال نشان داده شد، زمانی که جیم هالپرت (جان کرازینسکی) در نیمۀ ابتدایی فصل ۳ به آنجا انتقال یافت به نمایش در آمد. در قسمتی دیگر با عنوان «جنگ شعب»، نگاهی گذرا و اجمالی به شعبۀ یوتیکا — یکی از چندین شعبی که ظاهراً در شمال نیویورک قرار داشت — انداخته شد. بورناک می‌گوید که شهر یوتیکا در فهرست نهایی شهرهایی که سریال در آنجا ساخته می‌شد قرار داشت، چرا که برخی از نویسندگان سریال ساکن مرکز نیویورک بودند و به همین دلیل آنها همیشه قصد داشتند که دست کم یک شعبه در آنجا مستقر کنند؛ البته که برخی دلایل به آواشناسی نام این شهر باز می‌گشت. بورناک اضافه می‌کند: «یوتیکا تنها از لحاظ اسمی از اسکرانتون متفاوت بود، اما ما کمی تحقیق کرده بودیم و فکر می‌کردیم این نوع تجارت ما در یوتیکا نیز می‌تواند زنده بماند.»
به شعبۀ بوفالو در چندین قسمت اشاره شد، و دفتر راچستر نیز در قسمتی با عنوان «مدار سخنرانی» نشان داده شد. تارنمای داندر میفلین شعبۀ یانکرز را نیز در فهرست شعب خود آورده بود. آلبانی یکی دیگر از شعبه‌های موجود در نیویورک بود و در صحنه‌ای حذف شده از قسمت «تسکین استرس» به این نکته اشاره شد که این شعبه تعطیل شده‌است. همچنین گفته شد که شعبه‌هایی در سایر ایالت‌ها وجود دارند؛ شامل اکرون، اوهایو، کمدن، نیوجرسی، نشوا، نیوهمپشایر. در قسمت «پیک نیک شرکتی»، این مسئله ذکر می‌شود که شعبه‌های کمدن و یانکرز تعطیل شده‌اند و شعبه بوفالو نیز در شرف بسته شدن است. در قسمت «پسرها و دخترها»، جن از شعبۀ پیتزفیلد، ماساچوست یاد کرد که با تجمع کارگران انبار تعطیل شده‌است. قسمت «جنگ قلمرویی» بر بسته شدن شعبۀ بینگهمتون، نیویورک و نحوه رقابت نمایندگان شعبۀ سیراکیوس با کارمندان شعبه اسکرانتون برای مشتریان قدیمی این شعبه تمرکز داشت.
مگان بارنت، نویسندۀ حوزه تجارت، به شباهت‌هایی میان داندر میفلین و شرکت کاغذ سازی دابلیو. بی. میسون مستقر در نزدیکی بوستون، در براکتون، ماساچوست در دنیای واقعی اشاره کرده‌است. هر دو شرکت به طور مشابهی بر یک منطقه تمرکز دارند و به مشتریان شرکتی و سازمانی در نیو انگلند و ایالت‌های میانه ساحل اقیانوس اطلس خدمات ارائه می‌دهند. خط تولیدی شرکت دابلیو. بی. میسون نیز همانند داندر میفلین چیزی غیر از کاغذ بود که هم در داخل و هم به صورت بین‌المللی درگیر رقابتی سخت بود. این شرکت نیز شعبه‌ای در استمفورد دارد اما بر خلاف نمونۀ مشابه خود در دنیای خیالی، هنوز این شعبه فعال است. در سال ۲۰۰۹، به دلیل اشتباهات حسابداری‌ای که چیزی کمتر از یک رسوایی نداشت، مجبور به پرداخت ۵۴۵٬۰۰۰ دلار به مشتریانش شد همانطور که داندر میفلین مجبور شد پس از دستگیری رایان هوارد به دلیل کلاهبرداری در سال ۲۰۰۸، مبلغی پرداخت کند.

### ترسیم فرهنگ سازمانی
رمزین کانن، نویسندۀ اهل شیکاگو، خاطر نشان می‌کند که شیوۀ مدیریت «به وضوح ناکارآمد» از بالا به پایین این شرکت، منشاء اصلی تنش‌های نشان‌داده‌شده در سریال است. دفتر مرکزی شرکت آگهی تبلیغاتی‌ای که مایکل می‌سازد را رد می‌کند اما او در مقابل، بر ایده خود پافشاری می‌کند و آگهی شرکت را نمی‌پذیرد. رایان هوارد (بی جی نواک)، که به عنوان کارمند موقت شروع به کار کرد، تنها به دلیل دانش‌آموختگی رشتۀ مدیریت کسب‌وکار مدیر جدید مایکل شد، بی آنکه سابقه‌ای در فروش کاغذ و دیگر محصولات کاغذی داشته باشد. نمایش این فرهنگ ناکارآمد شرکتی در سریال، موجب شد تا برخی مفسران داندر میفلین را به شرکت اینتک در فیلم کمدی محیط اداره اثر مایک جاج، که در زمینۀ نرم افزار فعالیت می‌کرد و یا شرکتی بی‌نام‌ونشان در داستان مصور دیلبرت تشبیه کنند.

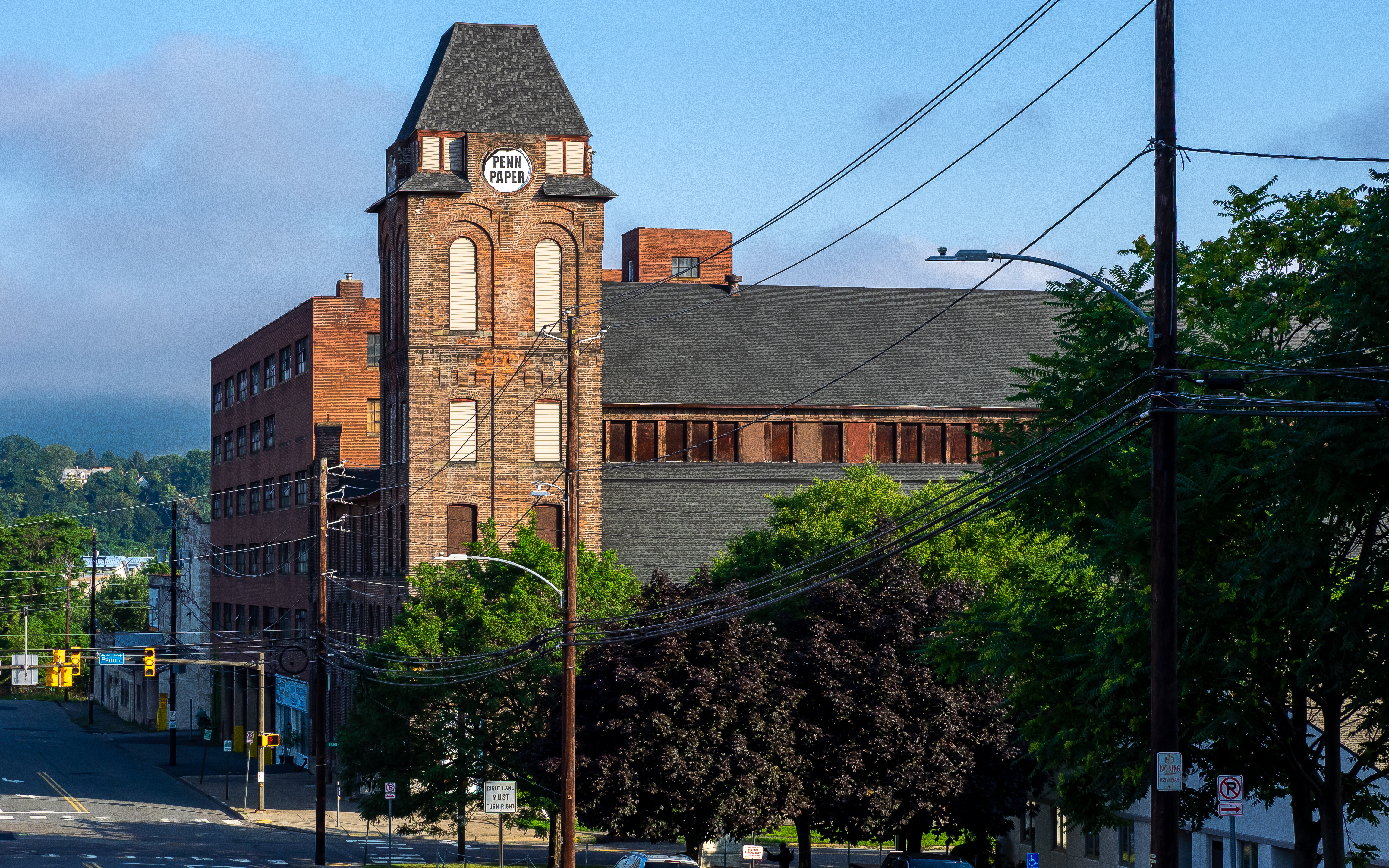
برج شرکت کاغذ سازی پنسیلوانیا که در تیتراژ ابتدایی اداره نمایش داده شد.

همچنین داندر میفلین به عنوان مکانی برای پاسخگویی به درخواست کار در شاخه‌های مختلف نشان داده شده‌است. در برخی قسمت‌ها بر حساسیت جلسه‌های آموزشی و دیگر مسائل غیر اداری تمرکز شده است. به عنوان مثال آزار و اذیت جنسی جزو موضوع‌هایی است که اغلب در سریال به آن اشاره شده‌است، تا جایی که حتی نام یکی از قسمت‌ها را به خود اختصاص داد. جولی الگار، از وکیلان فعال در زمرۀ قانون کار، وبلاگی را راه‌اندازی کرد که در آن هر قسمت را از لحاظ حقوقی تجزیه و تحلیل می‌کرد و به بررسی این امکان می‌پرداخت که در صورت وقوع هر یک از این اتفاق‌ها در دنیای واقعی، حکم احتمالی و طرح دعوی آن چیست — همانطور که ناظر سابق مایکل، جن لوینسون (ملورا هاردین) در یکی از قسمت‌ها مدعی اخراج نادرست خویش بود و سعی داشت که در این پرونده پیروز شود. گرگ دنیلز، خالق سریال، گفت بسیاری از خطوط داستانی‌ای که ما در قسمت‌های سریال می‌بینیم، بر اساس جلسه‌های حساس آموزشی‌ای بود که او و دیگر اعضای این نمایش، اعم از بازیگران و عوامل، باید به عنوان کارمندان ان‌بی‌سی، یکی از زیر مجموعه‌های کامکست، به صورت سالانه می‌گذراندند. در قسمت «پسران و دختران» نشان داده شده که شرکت در برار اتحادیه سازی توسط کارمندان خود مقاومت می‌کند، به حدی که منجر به تعطیلی یکی از شعبات شد. این رفتار به طور دقیق مشابه رفتاری است که بسیاری از شرکت‌ها در دنیای واقعی انجام می‌دهند یا یا تهدید به انجام آن می‌کنند.

## مکان‌ها و دکورهای مورد استفاده
دفتر و انبار مورد استفادهٔ شعبهٔ اسکرانتون در دفتر شرکت تولیدکننده، یعنی در ون نایز، لس آنجلس قرار داشت اما برای تولید فصل اول سریال از یک دفتر واقعی استفاده شد. برای قسمت‌های فصل دوم و بعد از آن، برای صحنه‌هایی که در پارکینگ اتفاق می‌افتادند از نمای بیرونی ساختمان اداری شرکت سازنده استفاده کردند. از آنجایی که دکور مورد استفاده برای اداره هیچ پنجره‌ای نداشت، برای صحنه‌هایی که لازم بود مایکل اسکات از پنجره به بیرون نگاه کند و یا شخص دیگری از بیرون به او نگاه کند، جنیفر سلوتا، از نویسندگان سریال، لباسی شبیه به او می‌پوشید تا در صحنه حضور پیدا کند. در فصل دوم و فصل‌های بعد از آن، فضای داخلی و خارجی مورد استفاده برای دکور، در مکان‌های متفاوتی در ون نایز قرار داشت.

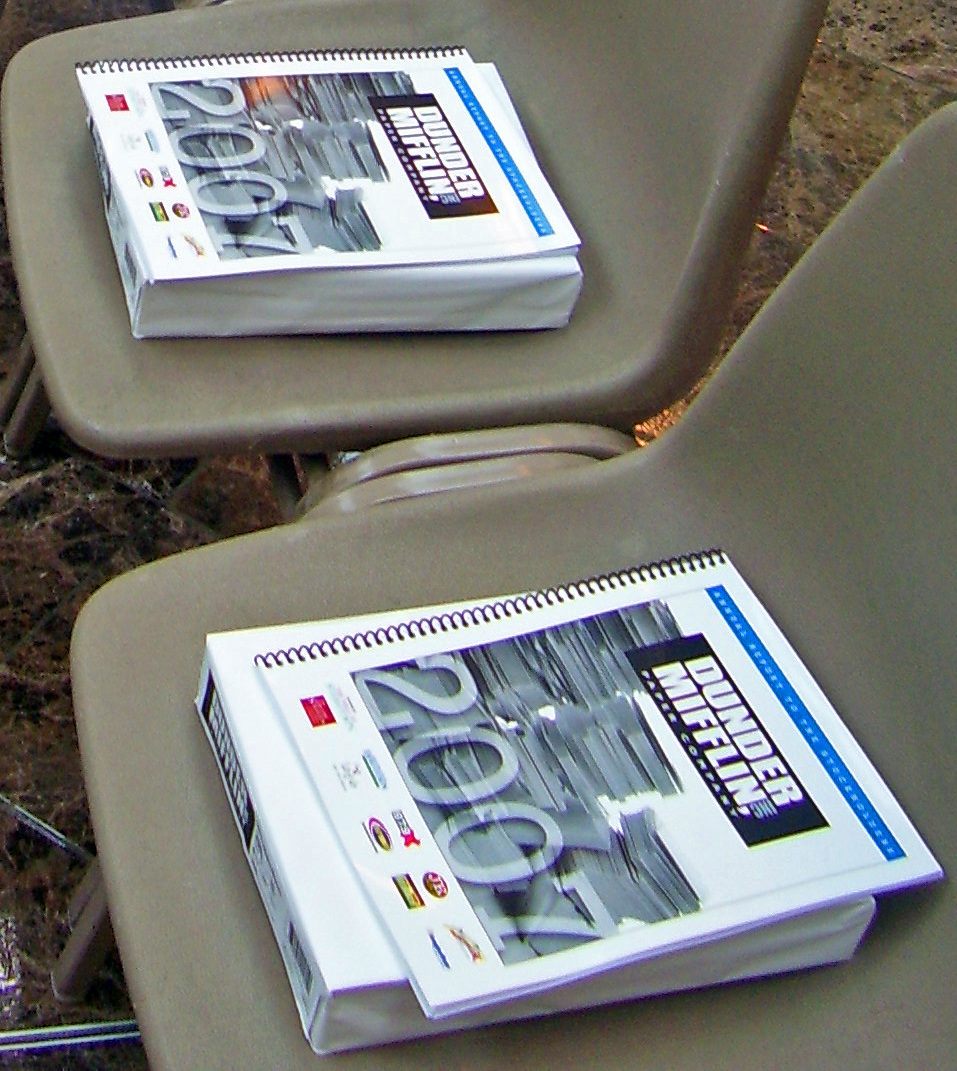
گزارش‌های سالانه و بسته‌های کاغذ که در جلسه «غیر معمول سهامداران» در سال ۲۰۰۷ در همایش سالانۀ اداره توزیع شد.

برخی از بینندگان تصور می‌کردند که برج شرکت کاغذ سازی پنسیلوانیا دفتر اصلی داندر میفلین می‌باشد.
این برج در مرکز شهر اسکرانتون قرار دارد و در ویدئویی گرفته شده توسط جان کرازینسکی — یکی از بازیگران سریال — ظاهر می‌شود؛ این ویدئو در تیتراژ ابتدایی سریال به کار گرفته شده است. این شرکت که کاغذ و ملزومات اداری می‌فروشد از این نمایش در تیتراژ ابتدایی استقبال کرد و موجب رونق در کسب و کارش شد و در نمایشگاهی که در طبقه همکف خود راه اندازی کرده به فروش محصولات و تی‌شرت‌هایی با طرح این برج پرداخت. این شرکت در سال ۲۰۰۸ اعلام کرد که آرم داندر میفلین را به بخش‌های مدور نزدیک بالای برج اضافه می‌کند. از دسامبر ۲۰۲۱، این نشان واره از طریق برنامه گوگل استریت ویو در تقاطع خیابان واین و خیابان پن قابل مشاهده است. خیابان میفلین نیز در مجاورت شرکت کاغذ و ملزومات اداری پن تمام می‌شود.

## حضور در دنیای واقعی
موفقیت این نمایش موجب شد تا محصولات واقعی‌ با لوگوی داندر میفلین به عنوان سوغاتی به فروش برسند. ان‌بی‌سی تی‌شرت‌ها، لیوان‌ها، تقویم‌ها و دیگر محصولاتی که با این برند تولید شده‌اند را هم در تارنمای خود و هم در فروشگاهش در شهر نیویورک به فروش می‌رساند . در سال ۲۰۰۶، تارنمای 80stees.com داندر میفلین را پس از آبجوی داف از سیمپسون‌ها، در رتبۀ دوم بهترین برند‌های تخیلی قرار داد.
در اولین همایش سالانۀ اداره در اسکرانتون در سال ۲۰۰۷، طرفدارانی که برای حضور در «جلسه غیر معمول سهامداران» صندلی رزرو کرده بودند، گزارشی از عملکرد سالانه و چند بسته کاغذ رایگان دریافت کردند. این مجمع در مرکز خرید استیم‌تاون برگزار شد. ورودی آسانسور این مرکز خرید نیز با لوگوی شرکت تزئین شده بود. در حالی که آدرس شعبۀ اسکرانتون، یعنی شماره ۱۷۲۵ خیابان اسلاو، وجود خارجی ندارد. (نام این خیابان برای ادای احترام به محل ضبط نسخۀ اصلی بریتانیایی این سریال که در اسلاو در نزدیکی لندن قرار داشت، انتخاب شد.) لوگوی شرکت در دو نقطه از مرکز شهر، خارج از مرکز خرید قابل مشاهده است؛ در یکی از پل‌های رو گذر عابر پیاده در امتداد خیابان لاکاوانا، و دیگری بنری روی تیر چراغ برقی در مقابل ساختمان شهرداری.
در نوامبر سال ۲۰۱۱، شرکت استیپلز اعلام کرد که آنها کاغذ تولیدی خود را با نام داندر میفلین و تحت مجوز شرکت مادر ان‌بی‌سی، کامکست به فروش خواهند رساند. محصولات تولیدی داندر میفلین توسط شرکت کویل، یکی از شرکت‌های فرعی استیپلز، تولید و فروخته شد. این برند خط تولید کاغذ خود را در نوامبر ۲۰۱۲ گسترش داد و به تولید بیشتر کاغذ با این عنوان پرداخت.
در اوت سال ۲۰۲۲، این شرکت تولیدی همایشی را در مدولندز در نیوجرسی برگزار کرد. این رویداد که «داندرکان» نام داشت، به هواداران اجازهٔ دیداری با بازیگران سریال داد.

## دیگر اشارات
- در سریالی دیگر از ان‌بی‌سی به نام لاس وگاس در قسمت «داستان بدهکاری»،[و ۱۳] به این نکته اشاره شد که داندر میفلین قرار است مجمعی برگزار کند.
- در بازی دوشنبه رندال، در یکی از صحنه‌های بازی درون شهر تابلوی انبار ۴۲ داندر میفلین[و ۱۴] قابل رویت است.[۳۳]

## واژه‌نامه
1. ↑  Wernham Hogg
2. ↑  Papiers Jennings
3. ↑  Cogirep
4. ↑  Kennette Media Group
5. ↑  Kent Zbornak
6. ↑  Chuck Rubin
7. ↑  Megan Barnett
8. ↑  Ramsin Canon
9. ↑  Initech
10. ↑  Julie Elgar
11. ↑  Quill
12. ↑  Dundercon
13. ↑  The Story of Owe
14. ↑  Dunder Mifflin Warehouse 42